# 君特·柯尔特
君特·柯尔特（德語：Günter Kohrt，1923年3月11日—1982年12月17日），德国外交官，曾任东德驻华大使等职务。